# Virginie Verrier
Pour les articles homonymes, voir Verrier.
Virginie Verrier est une réalisatrice française.

## Biographie
Virginie Verrier, diplômée du Conservatoire libre du cinéma français, a travaillé pour la télévision. Son premier long métrage, À deux heures de Paris, est sorti en 2018.

## Filmographie
Sauf indication contraire, les informations mentionnées dans cette section peuvent être confirmées par les bases de données cinématographiques IMDb et Allociné,  présentes dans la section « Liens externes ».

### Réalisatrice

#### Courts métrages
- 2009 : T'essuies tes pieds steuplé !
- 2009 : Faits divers

#### Longs métrages
- 2018 : À deux heures de Paris
- 2023 : Marinette[3],[4]

#### Télévision
- 2017-2018 : En famille (série télévisée), 78 épisodes

### Scénariste
- 2018 : À deux heures de Paris d'elle-même
- 2023 : Marinette d'elle-même[3],[4]

### Productrice
- 2016 : L'Air d'un oubli (court métrage) d'Olivier Fely-Biolet
- 2018 : À deux heures de Paris d'elle-même
- 2018 : Ces traces qui restent (documentaire) d'Olivier Fely-Biolet
- 2023 : Marinette d'elle-même[3],[4]

### Assistante réalisation
- 2007 : P.J. (série télévisée), épisode Crise d'identité

## Distinctions
- Festival international du film de femmes de Salé 2018 : en compétition officielle pour À deux heures de Paris[5]